# Uwe Kliemann
Uwe Kliemann (* 30. Juni 1949 in Berlin) ist ein ehemaliger deutscher Fußballspieler und -trainer.

## Sportliche Laufbahn
Kliemann begann seine Vereinslaufbahn 1961 beim BC Lichterfelde 1912 und ging 1964 zu Hertha Zehlendorf, wo er schließlich nach einigen Jahren in die erste Herrenmannschaft aufrückte, die in der damals zweitklassigen Regionalliga Berlin antrat. 1969 und 1970 gewann Kliemann, der bereits Stammspieler war und schon 1968 als bestes Berliner Eigengewächs auf der Vorstopper-Position bezeichnet wurde, mit Zehlendorf jeweils die Regionalliga-Meisterschaft, scheiterte jedoch in den Aufstiegsrunden zur Bundesliga.
Mit einem Wechsel in die Bundesliga im Jahr 1970 zu Rot-Weiß Oberhausen, wo er aufgrund seiner Berliner Herkunft und seiner 1,96 Meter Körpergröße den Spitznamen „Funkturm“ erhielt, begann die Profikarriere des Innenverteidigers. 1972 wechselte er zu Eintracht Frankfurt, wo er sich zu einem der besten Abwehrspieler der Bundesliga entwickelte. Mit den Frankfurtern wurde er 1974 DFB-Pokalsieger, wobei er allerdings im Finale nicht zum Einsatz kam, weil das Finale durch die WM in die folgende Saison verlegt wurde, in der er bereits zu Hertha BSC gewechselt war. Als Spieler von Hertha BSC machte er sein einziges Länderspiel am 17. Mai 1975 gegen die Niederlande. Das Spiel endete 1:1 nach Toren von Herbert Wimmer und Wim van Hanegem. Kliemann stand in der Startelf. Mit der Hertha erreichte er außerdem das Finale um den DFB-Pokal 1976/77 gegen den 1. FC Köln, das er allerdings nach einem 1:1 im ersten Spiel im Wiederholungsspiel mit 0:1 verlor. Zwei Jahre später zog er erneut ins Finale um den DFB-Pokal 1978/79 ein und verlor diesmal ebenfalls mit 0:1 gegen Fortuna Düsseldorf. Nach einem Fehler von Kliemann erzielte Wolfgang Seel in der 116. Minute den Siegtreffer. Uwe Kliemann blieb bis 1980 Herthaner und wechselte nach dem Abstieg der Berliner aus der Bundesliga dann zu Arminia Bielefeld. Er machte jedoch aufgrund von Verletzungen kein einziges Spiel für die Bielefelder und musste zum Saisonende 1981 seine Karriere beenden.

## Weiterer Werdegang
1984 trat Kliemann wieder in Erscheinung, als er seinen früheren Club Hertha BSC als Trainer übernahm, jedoch im Dezember 1985 entlassen wurde. Für wenige Monate übernahm er 1986 die Trainertätigkeit bei der SpVgg Bayreuth. Ab 1986 lebte Kliemann für zwei Jahre in Südafrika. Nach seiner Rückkehr nach Deutschland übernahm er als Trainer für einige Jahre die A-Jugend von Eintracht Braunschweig, mit der er 1992 das Endspiel des DFB-Junioren-Vereinspokals erreichte. Kliemann war beim BTSV außerdem Co-Trainer der Profimannschaft. 1993 war er für einige Monate Trainer des TSV Havelse in der damals drittklassigen Oberliga Nord. Mitte der 2000er wurde er von Werder Bremen als Scout für den Jugendbereich verpflichtet.